# Bergen auf Rügen
Bergen auf Rügen é uma cidade da Alemanha localizada no distrito de Vorpommern-Rügen, estado de Mecklemburgo-Pomerânia Ocidental.
É membro e sede do Amt de Bergen auf Rügen.